# 天空霸者Z
《天空霸者Ｚ》是日本漫畫家宇野比呂士的漫畫作品。主要人物是龍崎天馬和安琪莉娜。
漫畫描述第一次世界大戰後假想的世界，主角北辰一刀流的傳人——龍崎天馬因故從日本流落到歐洲，被貝伯飛行馬戲團收養，憑著精湛的飛行技術與卓越的劍術在歐洲闖蕩。後因緣際會結識了被蓋世太保鎖定追捕的神秘女人安琪莉娜，由此展開了一場對抗納粹與希特勒的冒險。為了修復斷掉的配劍「陸奧守流星」，而到回了日本。修復「陸奧守流星」所必要的精鑄T礦，被日本軍搶走了。後奪回精鑄T礦，天馬等人在華奈子的帶路之下，發生一系列的故事。

## 出場人物
龍崎天馬
主角。17歲，日本人。北辰一刀流的正統傳人，其配劍「陸奧守流星」正是「北辰一刀流」道場的宗師繼承證明。除了劍術，飛行技術也頗為高明。平時一副散漫的樣子，一旦遇上危機，則會展現另一種被威爾及安琪莉娜形容成「出鞘的劍」的面貌。
威爾·布朗
天馬最可靠的搭檔，從故事開始就一路陪天馬到最後。就讀柏林工科大學的機械天才，打造出天馬的座機-天翔馬三號及天翔馬四號。更一手包辦整艘Z艦的改造工程，雖說是天才其實更像是機械控。最大的願望是和天馬一起登上月球。
基努梅爾
第一次世界大戰的法國空軍英雄，曾經斷送尼莫的飛行員生涯。戰後受雇於貝伯飛行馬戲團，隨後協同天馬一起登上Z艦，擔任Z航空隊第一大隊隊長。
安琪莉娜
年齡17歲（自稱）。半年前出現在柏林的高級娼婦，有「柏林夜晚的天使」的美稱，獸性細胞原始株的感染者，納粹對其身上的異變極感興趣。身世及遭遇都是個謎。不知何故，希特勒需要她待在身邊。
J
盤踞在阿爾卑斯山脈的空中大盜首領。有「阿爾卑斯山之虎」的別稱，使一把廓爾喀刀。於漫畫第2集登場。最初是納粹為了對付天馬而聘的的傭兵，後期成為天馬戰鬥上的最佳戰友。在通古斯最後決戰時，為了接送天馬返回Z艦，而受到致命重傷。
尼莫（哈爾曼）
原納粹少校，第一次世界大戰的空戰之神，Z同盟的領導人，綽號是「不敗的尼莫」。原本被希特勒視為左右手，後因與希特勒意見相左而淡出帝國中樞。與龍崎博士夫婦頗有淵源。在舉行Z艦管理權移交與試飛的當天，秘密策動Z同盟奪取Z艦，隨即擔任Z艦的艦長及司令官。似乎也曾感染獸性細胞原始株。
紅爵士
全名為曼弗雷德·馮·李斯德荷芬，艾莉佳的哥哥，軍階為少校。希特勒稱他為「另一半的自己」。德意志帝國空軍的王牌飛行員，隸屬於哈爾曼麾下。原本哈爾曼期望由他擔任Z航空隊的總隊長，但他因對帝國的熱愛及家族榮譽感而拒絕。是一名堅守武士道的軍人。接受希特勒召見時被移植獸性細胞，隨後被任命為總統轄下直屬空戰隊「死亡之翼」的隊長。於通古斯與天馬做最後的的交手，以敗亡收場。
阿道夫·希特勒
原本是名畫家，在搭乘穿越西伯利亞的列車上目擊通古斯大爆炸，成為唯一的倖存者，因「立於外側的先鋒」賜與獸性細胞而產生巨大異變，甚至能改寫時間軸的順序。自稱做是「立於外側者」。德意志帝國的真實總統。
茵吉﹒貝爾曼
局長，主持Z計畫的開發，軍階為上校。Z艦被哈爾曼奪取之後多次組織Z追擊隊，企圖奪回Z艦。最初對希特勒有好感，因此忌妒被希特勒青睞的安琪莉娜，後來看上J，在J臨死之前接受其暗示性的告白。
古柏立克
全名為艾力西·F·古柏立克。人稱「荒鷲」，與尼莫並稱為德意志帝國空軍的兩大智將，G艦的艦長，多次指揮G艦對Z艦進行追擊。作風是以最小的努力獲取最大的戰果。在與Z艦進行第二次對戰後轉而投入Z艦工作。個性輕浮，和紅爵士是初中舊識，喜歡紅爵士的妹妹艾利佳，常與威爾爭風吃醋。

## 陣營

### 貝伯飛行馬戲團
- 團長：貝伯，懼怕搭飛機，常為天馬闖的禍而勃然大怒。
- 隊長：基努梅爾，教導天馬飛行的技巧，以天馬的監護人自居。
- 成員
  - 龍崎天馬，在法國時曾完成穿越凱旋門的壯舉，在德國捲入一連串的事件。
  - 威爾·布朗，擔任馬戲團中，所有飛機的整備及維修員

### Z同盟（反納粹同盟）
- 首領
  - 艦長 尼莫(哈爾曼)
  - 副艦長 漢斯‧瓊達
- 成員
  - 彼德森伍長，
  - 耶茲少尉
  - 約翰
  - 艾利佳，紅爵士的妹妹。原本在瑞士及義大利邊境的一處鄉下教堂，協助納粹進行人種改造計劃的工作，但由於良知，他選擇離開納粹而登上Z艦，在艦上擔任醫療救護的工作，喜歡威爾，卻因此惹的古柏立克對威爾吃味。

### 老虎軍團
盤踞在阿爾卑斯山脈一帶，駕駛飛機進行搶劫的空中大盜集團。全體成員都將飛機機身塗成黃底黑條紋，機腹則塗白色。以搶奪空中運輸機及飛行船維生，是歐洲空域內勢力最為強大的天空大盜，被當地人稱為"天空之虎"。
- 首領：J
- 成員
  - 路易，J收養的弟弟，養著一 條名為約瑟的狗
  - 里羅伊
  - 卡爾
  - 迪奧
  - 米凱爾
  - 多拉比斯

以上五人均被德意志帝國所俘虜，被俘期間遭納粹接種獸性細胞，回到據點後因變異而爆裂身亡，多拉比斯則是由J親手殺害

### 日本帝國
- 山本五十六
- 西鄉志郎

## 漫畫中出現的艦種

### Z艦(KAISER Zeppelin)
根據德意志帝國"空軍空中艦隊計畫"，設計成專門載運人員、戰機及物資的空中要要塞初登場。艦長320公尺。第勒尼安群島海域整修後，改稱為 Neo - KAISER Zeppelin。新主砲為30吋口徑的轟雷砲，威力是舊z砲的1.5倍，足以射穿30公分的裝甲。兩側船舷具有乙醚瓦斯噴出閥，噴出的乙醚瓦斯具有反重力場的功效，能將任何靠近的物質重力化為負數，並改變其行進軌道。威爾將其命名為「神都看不見的盾牌」。

### G艦
以神話中，創世神為征討惡靈，從虛空中誕生的超大巨人"GOGMAGOG"命名該艦。超大型雙機身飛機。原本預備設計成空中戰艦，負責空中戰鬥任務。由Z艦擔任其支援補給工作。初登場配備18支鑽孔。

### 聖道
雙機身高速飛行船。德意志帝國「空軍空中艦隊計畫」中將聖道設計成擔任地面攻擊火力的高速戰鬥巡洋艦，將T礦所產生的浮力完全運用在裝甲及砲塔。搭載四組強大引擎，以確保高機動性，能承受Z艦主砲攻擊。六門主砲能發射T礦彈，16組固定支架，能與z艦進行船體結合。

### Y艦
YAMATO大和號 日本帝國與軸心國同盟的德國合作製造的超弩級飛行戰艦。9門46公分口徑大砲，速度為舊海上艦艇的10倍。

### M艦
不需任何成員，藉由希特勒運用從獸性細胞第二次覺醒獲得的新能力駕駛

## 飛機

### 天翔馬
雖沒正式提及飛機的全名，據推測應該是被命名為天翔馬2號。龍崎天馬在貝伯飛行馬戲團期間駕駛的飛機，因為用途僅止於飛行表演故未搭載任何武器，但是為了宣傳，機尾艙纏上繪有「Pepper Flyinng Circus」字樣的布條。機翼為雙層機翼，極速500Km/hr，搭載超級增壓閥。曾在英國穿越倫敦鐵橋（並未畫入漫畫中，僅由貝伯團長口述）；在法國南部穿越古羅馬拱橋（並未畫入漫畫中，僅由貝伯團長口述），在巴黎被法國空軍三大王牌包夾之下，一舉成功穿越凱旋門；在德國曾一度被紅爵士的大紅三翼機咬住尾巴，紅爵士看在天翔馬是民間用機的份上不予開火，但隨即被威爾用計將天翔馬機尾的廣告布條拋棄去纏住三翼飛機的螺旋槳而失去動力。在丁包湖附近領空被德國空軍編號LW 14的軍用飛機擊墜於丁包湖中。

### 天翔馬三號（新天翔馬）
威爾於貝伯馬戲團工作期間花費自己及天馬所有薪水，利用工作之餘，所投入開發的一款飛機，成為天馬專屬的座機。機身漆成黑色綴紅色火焰紋路。為故事前、中期進行空戰時的主力飛機。機翼為可動式雙層機翼，由標示數"2"的字黃色操縱桿控制，拉下操縱桿時機翼會後收與前伸，同時起落架也會跟著收起或放下。螺旋槳轉速12,000RPM，搭載勞斯萊斯2700匹馬力，12汽缸的V型發動機，同步機槍可收放式螺旋槳，由標示數字"1"的綠色操縱桿控制，拉下操縱桿時螺旋槳會像雨傘骨架一樣收起及撐開。具有隱藏式起落架。噴射引擎由標示數字"3"的紅色操縱桿啟動，但燃料只能維持一分鐘。附帶降落傘的的彈射座椅（初登場時並沒有配備上去，只是威爾臨時的構想）。超音速，極速應該有一馬赫以上。初次上陣便以超音速飛行所產生的音障摧毀德國第一航空隊一整團約3,000架的飛機，但本身也差點因為音障而解體。最後在中被「死亡之翼」擊落，墜毀於沙漠，後經回收修復，成為希利安的座機。

## 註解
1. ↑  一般人類受限於時間及空間的束縛，但所謂立於外惻者則是能夠超脫時空範疇限制的人種。
2. ↑  據他的描述，他是第一個能夠超脫時空範疇限制的人，故以立於時空外側的先鋒者自稱。
3. ↑  真實世界中常見小鬍子形象的希特勒，在該漫畫中只是真正的希特勒的影武者